# Jean-Baptiste Germain
Pour l’article homonyme, voir Jean-Baptiste Germain (peintre).
Jean-Baptiste Germain (Marseille, 1701 - Marseille, 1781) est un écrivain provençal de langue d'oc ainsi qu'un diplomate français en Algérie au service de la Compagnie royale d'Afrique.

## Biographie
Il est l'auteur, entre autres, de La Bourrido dei Dieoux publiée en 1760 puis incluse dans l'anthologie provençale Lou bouquet prouvençaou (publié en 1820).

## Œuvres
La Bourrido dei Dieoux. Disponible sur le sit de la Bibliothèque Nationale de France 

## Pour approfondir